# Tännforsen
Vodopád Tännforsen je největším a nejsilnějším vodopádem ve Švédsku. Je na řece Åreälven v kraji Jämtland na západě Švédska v blízkosti města Åre.
Vodopád má celkový pokles 38 metrů a široký je téměř 60 metrů. Největšího průtoku dosahuje v měsících květnu a červnu, kdy ve Skandinávských horách taje sníh. Průtok dosahuje 400 m³ za sekundu.
Díky vysoké vlhkosti, která kolem vodopádů panuje, zde roste mnoho vzácných rostlin, které se v těchto zeměpisných šířkách běžně nenacházejí. Oblast vodopádu Tännforsen a jeho okolí je proto vyhlášeno jako přírodní rezervace.